# Sulin (raper)
Sulin, właśc. Oskar Paweł Szymborski (ur. 10 stycznia 1993 w Żaganiu) – polski raper.
W 2013 roku raper kandydował do rady miejskiej Żagania w przedterminowych wyborach samorządowych.

## Dyskografia
Albumy
| Świt żywych trupów (mixtape) | - Data: 24 maja 2010 - Wydawca: SWK Records       | —  |                 |                    |
| Jeden w maratonie            | - Data: 28 czerwca 2013 - Wydawca: Step Records   | —  |                 |                    |
| Taksydermia                  | - Data: 29 maja 2015 - Wydawca: Step Records      | 16 | - POL: 15 tys.+ | - POL: złota płyta |
| Ponad tym                    | - Data: 25 listopada 2016 - Wydawca: Step Records | —  |                 |                    |
| "—" album nie był notowany.  |                                                   |    |                 |                    |

Inne
| Album                                             | Rok  | Utwór | Źródło |
| ------------------------------------------------- | ---- | --- | ------ |
| Step Records: rap najlepszej marki (kompilacja)   | 2014 | Hukos, Cira, Onar, Sulin, Kajman, Młody M, Jopel, Komar, ZBUKU, Chada, Pih, Pawbeats - "Rap najlepszej marki" Bezczel, Hukos, Cira, Kajman, Sulin, Młody M, Zeus, Jopel - "Kupuję polskie rap płyty" Sulin - "Widzę detale" | [ 11 ] |
| Rozbójnik Alibaba, Jan Borysewicz – Bal maturalny | 2014 | "Nie możemy być" (gościnnie: Beeres, Sulin, Aicha, Asteya) | [ 12 ] |
| Rap najlepszej marki vol. 2 (kompilacja)          | 2016 | Sulin - "Wiem" | [ 13 ] |

## Teledyski
| Tytuł                                                                                  | Rok  | Reżyseria/Realizacja               | Album                              | Źródło |
| -------------------------------------------------------------------------------------- | ---- | ---------------------------------- | ---------------------------------- | ------ |
| "Progress"                                                                             | 2012 | Properspektywa                     | Jeden w maratonie                  | [ 14 ] |
| "Jeden w maratonie"                                                                    | 2013 | —                                  | Jeden w maratonie                  | [ 15 ] |
| "Jedna minuta"                                                                         | 2013 | Filmotion                          | Jeden w maratonie                  | [ 16 ] |
| "Tym żyję"                                                                             | 2013 | Piotr Bartosik, Radosław Pawełczak | Jeden w maratonie                  | [ 17 ] |
| "Wśród idoli"                                                                          | 2014 | The New Black                      | Taksydermia                        | [ 18 ] |
| "Lepszy dzień"                                                                         | 2015 | BDV Studio                         | Taksydermia                        | [ 19 ] |
| "Wariuję przez ból"                                                                    | 2015 | Illegal Studios                    | Taksydermia                        | [ 20 ] |
| "W mojej wyobraźni"                                                                    | 2015 | Illegal Studios                    | Taksydermia                        | [ 21 ] |
| "Między mną a tobą"                                                                    | 2015 | 9Liter Filmy                       | Taksydermia                        | [ 22 ] |
| "Zacznij słuchać"                                                                      | 2015 | Illegal Studios                    | Taksydermia                        | [ 23 ] |
| Inne                                                                                   |      |                                    |                                    |        |
| "Kupuję polskie rap płyty" (Kajman, Młody M, Hukos, Cira, Zeus, Jopel, Sulin, Bezczel) | 2013 | –                                  | Step Records: rap najlepszej marki | [ 24 ] |